# Heidi Fleiss
Heidi Lynne Fleiss (Los Feliz, California, 30 de diciembre de 1965) es una proxeneta estadounidense, conocida como la Madame de Hollywood, famosa por ser acusada por delitos sexuales y condenada por delitos fiscales.

## Proceso judicial
En 1997 fue procesada por un tribunal de Los Ángeles por cargos relacionados con evasión de impuestos y prostitución que incluía el proxenetismo. Fue condenada por el primer delito y exonerada del segundo. Es famosa debido a que entre sus clientes habituales se encontraban personas de alta posición económica, incluidos famosos como Charlie Sheen. La condena fue de 37 meses de prisión por evasión de impuestos (se retiraron los cargos por proxenetismo), pero solo cumplió 21. Su sentencia dividió a la opinión pública, ya que sus defensores se sintieron indignados por su duro castigo teniendo en cuenta que ninguno de sus clientes fue juzgado.
Además, su padre, el doctor Paul M. Fleiss, famoso pediatra e inactivista. (aquel que cree en los derechos de los niños a una integridad genital), fue declarado culpable de blanqueo de dinero en relación con los delitos sexuales de su hija, y condenado a un día de cárcel, tres años de libertad condicional y 625 horas de servicio comunitario.

## Vida privada
Entre las amistades de Fleiss se encuentran Victoria Sellers, hija de Peter Sellers y Bonita Money (famosa por abofetear a Shannen Doherty en Roxbury Hollywood). Fleiss y Sellers produjeron un DVD titulado "Sex Tips with Heidi Fleiss and Victoria Sellers" en 2001.
En el 2003, Fleiss acusó a su exnovio, el actor Tom Sizemore de violencia doméstica y otras conductas amenazantes. El 15 de agosto de ese año, Sizemore fue declarado culpable por un jurado de California de violencia doméstica, hacer amenazas criminales y llamadas telefónicas obscenas.
Fleiss vendió su casa de Beverly Hills en Tower Grove, donde vivía al lado del roquero Billy Idol, para residir en Crystal, en el estado de Nevada, y periódicamente participa en programas del noticiario de la Fox.

## Negocios
En 2004 Heidi vendió los derechos de su historia a los Estudios Paramount por cinco millones de dólares.
Es la dueña de la boutique de West Hollywood "Hollywood Madam" y participa actualmente en la revista Maxim con una sección llamada "Ask Heidi".
En relación con sus negocios de índole sexual, tenía previsto la apertura de dos burdeles legales en Nevada, uno asemejando en su apariencia a la Casa Blanca, y otro en Pahrump que llevaría por nombre "Heidi Fleiss’ Stud Farm" (La granja de sementales de Heidi Fleiss). Sin embargo, la apertura de estos burdeles ha quedado en suspenso debido a "una ligera complicación", por lo que se dedica a otros negocios. Es poseedora de una lavandería llamada "Dirty Laundry" (ropa sucia) en Pahrump.

## Otros datos
En 1995, Nick Broomfield hizo un documental sobre su vida titulado "Heidi Fleiss: Hollywood Madam" (Heidi Fleiss: La Madam de Hollywood). En 2004 se produjo una película para televisión llamada "Call Me: The Rise and Fall of Heidi Fleiss" (Llámame: El auge y caída de Heidi Fleiss) en la que Fleiss fue encarnada por la actriz Jamie-Lynn DiScala.
Se le hizo referencia en las canciones "The Wrong Band" de la cantante Tori Amos y Cowboy de Kid Rock.1236. Y el 5x22 de la serie Gossip Girl